# Inferno Online

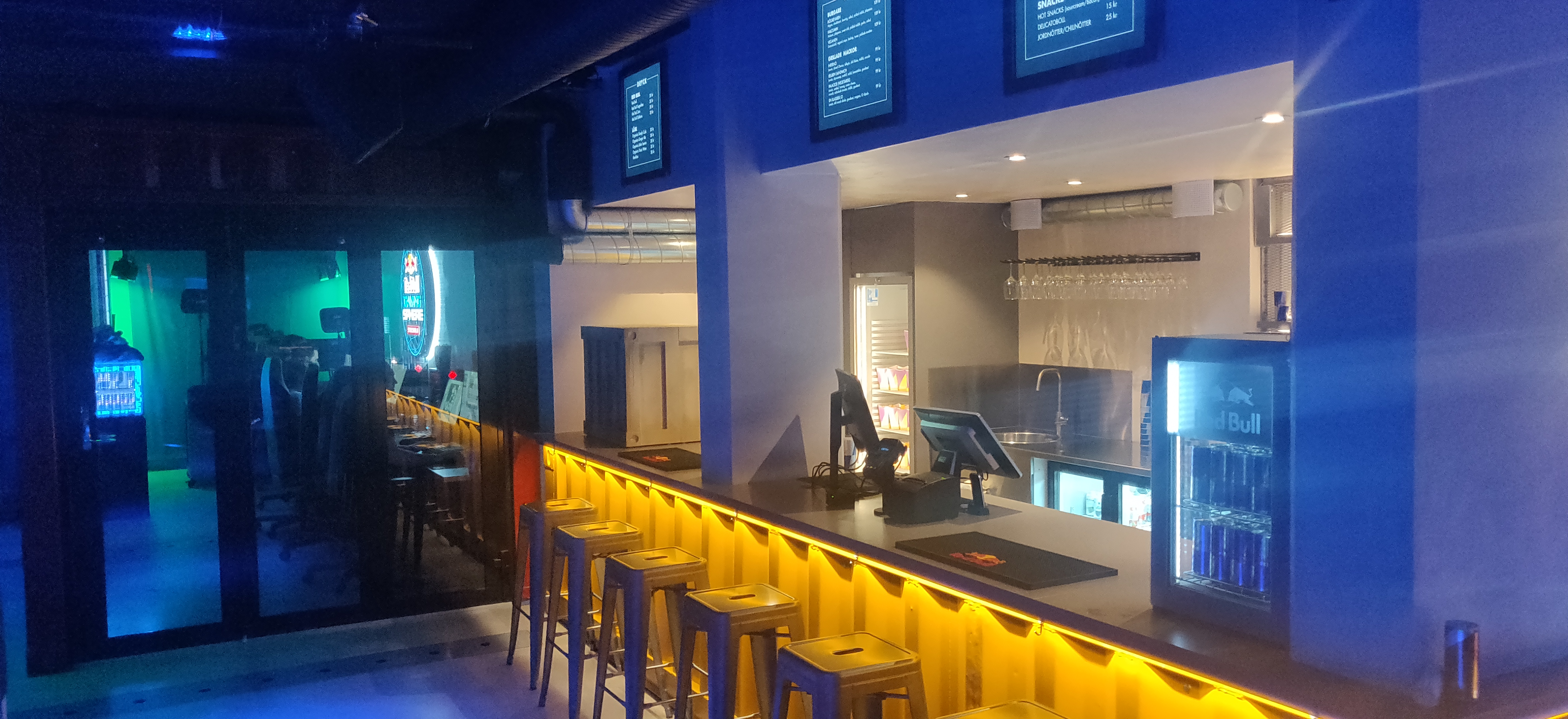
Serveringen/Baren vid Inferno Online RedBull Gaming Sphere.

Inferno Online är ett svenskt företag som driver internetkaféer, restaurang och e-sportturneringar i Stockholm, Täby, Malmö och Göteborg.     
År 2010 blev Inferno Online Internetkafe vid Odenplan med sina 342 datorer, utnämnd av Guinness Rekordbok till världens största gamingcenter.  
Inferno Online och Redbull Gaming Sphere drivs sedan augusti 2024 av den före detta professionella Ninja In Pyjamas spelaren Tommy Ingemarsson (Potti).  

## Historia
Inferno Online grundades år 1998 av Samuel Agirman. Företaget öppnade sitt första internetkafe i Norrköping år 1 juni 1998. År 2003 expanderades verksamheten till Stockholm, då man öppnade ett internetkafe vid Odengatan 60 i Stockholm.   
År 2013 utökade företaget sitt verksamhet genom köpet av internetkafet PlayZ vid Södermalm. År 2013 kom krav från Lotterinspektionen att allt spel där flera datorer sammankopplas i ett nätverk som bedrivs i Sverige ska ha tillstånd från Lotterinspektionen. Inferno Online blev det första internetkafet i Sverige att få tillstånd för sin verksamhet av Lotteriinspektionen.
I december 2017 köptes Inferno Online av svenska e-sportplattformen Esportal AB , som har Peter Liljestrand som ägare. Den 31 maj 2019 stängde Inferno Online sin verksamhet på Hantverkaregatan 51 i Norrköping. 
I januari 2020 öppnade Inferno Online i Täby Centrum som erbjuder 70 dataplatser. I februari 2020 öppnade Redbull Gaming Sphere på Surbrunnsgatan 59 vid Odenplan som är öppet för personer över 21 år och har tillstånd för alkoholservering. 
I mars 2023 ingick Inferno Online ett samarbete med Inet och man öppnade en spelhall i Göteborg med 200 datorplatser.
Den 24 juli 2024 ansökte Infernogruppens moderbolag Esportal Group AB om konkurs för samtliga Inferno Online-bolag. Inferno-verksamhetens tillgångar auktionerades under konkursprocessen ut och köptes av Tommy Ingemarsson (Potti) i augusti 2024, som driver verksamheten vidare under ett nytt bolag.  
I november 2024 öppnade Inferno Online på Odengatan 60 pizzarestaurangen Capo's som serverar Napolitansk pizza.   